# 森賢吾

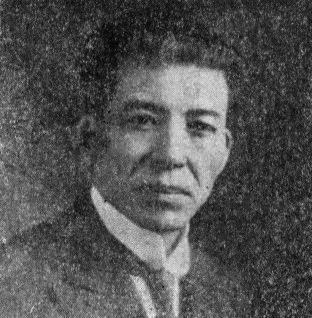
森賢吾

森 賢吾（もり けんご、1875年（明治8年）9月1日 - 1934年（昭和9年）1月19日）は、日本の大蔵官僚、貴族院勅選議員。

## 経歴
佐賀県出身。1900年（明治33年）、東京帝国大学法科大学卒業。同年7月に大蔵省に入り、11月に文科高等試験に合格した。司税官・大蔵書記官・大臣秘書官・参事官・馬政局書記官・専売局主事・日本銀行監理官などを歴任した。その後、財務官となりイギリス・フランス駐在を命じられた。
1919年（大正8年）、パリ講和会議全権委員に任命され、翌年には国際経済会議委員や第一次世界大戦の賠償に関するジュネーヴ会議政府代表に任命された。1922年（大正11年）、ジュネーヴ経済財政会議全権委員。1923年（大正12年）、関東大震災が発生すると、外債募集に尽力した。翌年よりアメリカ合衆国駐在を命じられた。
1927年（昭和2年）退官とともに同年4月18日、貴族院議員に勅選され、同和会に所属し死去するまで在任。また東京電灯株式会社と東邦電力株式会社の顧問に就任した。墓所は鶴見總持寺。

## 栄典
- 1911年（明治44年）8月24日 - 金杯一組[9]
- 1920年（大正9年）9月7日 - 勲二等旭日重光章[10]

外国勲章佩用允許
- 1907年（明治40年）6月13日 - 大韓帝国：勲四等太極章[11]
- 1909年（明治42年）7月8日 - 大韓帝国：勲三等太極章[12]